# Isola di Nootka
L'isola di Nootka è un'isola di 534 km2 situata in prossimità della costa occidentale dell'isola di Vancouver, nella regione canadese della Columbia Britannica, da cui è separata per mezzo dello stretto di Nootka. Amministrativamente l'isola è situata nell'area elettorale A del distretto regionale di Strathcona.
Gli esploratori europei battezzarono l'isola a partire da una parola della lingua nuu-chah-nulth, una lingua della famiglia delle lingue wakashan, che significa "girare intorno" con cui pensavano che i nativi si riferissero all'isola. Gli spagnoli e gli inglesi utilizzarono lo stesso nome anche per lo stretto.
Negli anni ottanta, le popolazioni delle Prime nazioni della regione crearono il l'endonimo collettivo Nuu-chah-nulth, un termine che significa "lungo l'esterno (dell'isola di Vancouver)".  Un termine più antico per questo gruppo di popolazioni era "Aht", che nella loro lingua significa semplicemente "gente" ed è una componente di tutti i nomi dei loro sottogruppi e di alcune regioni (ad esempio Yuquot, Mowachaht, Kyuquot, Opitsaht, ecc.).